# Regenbogenelritze

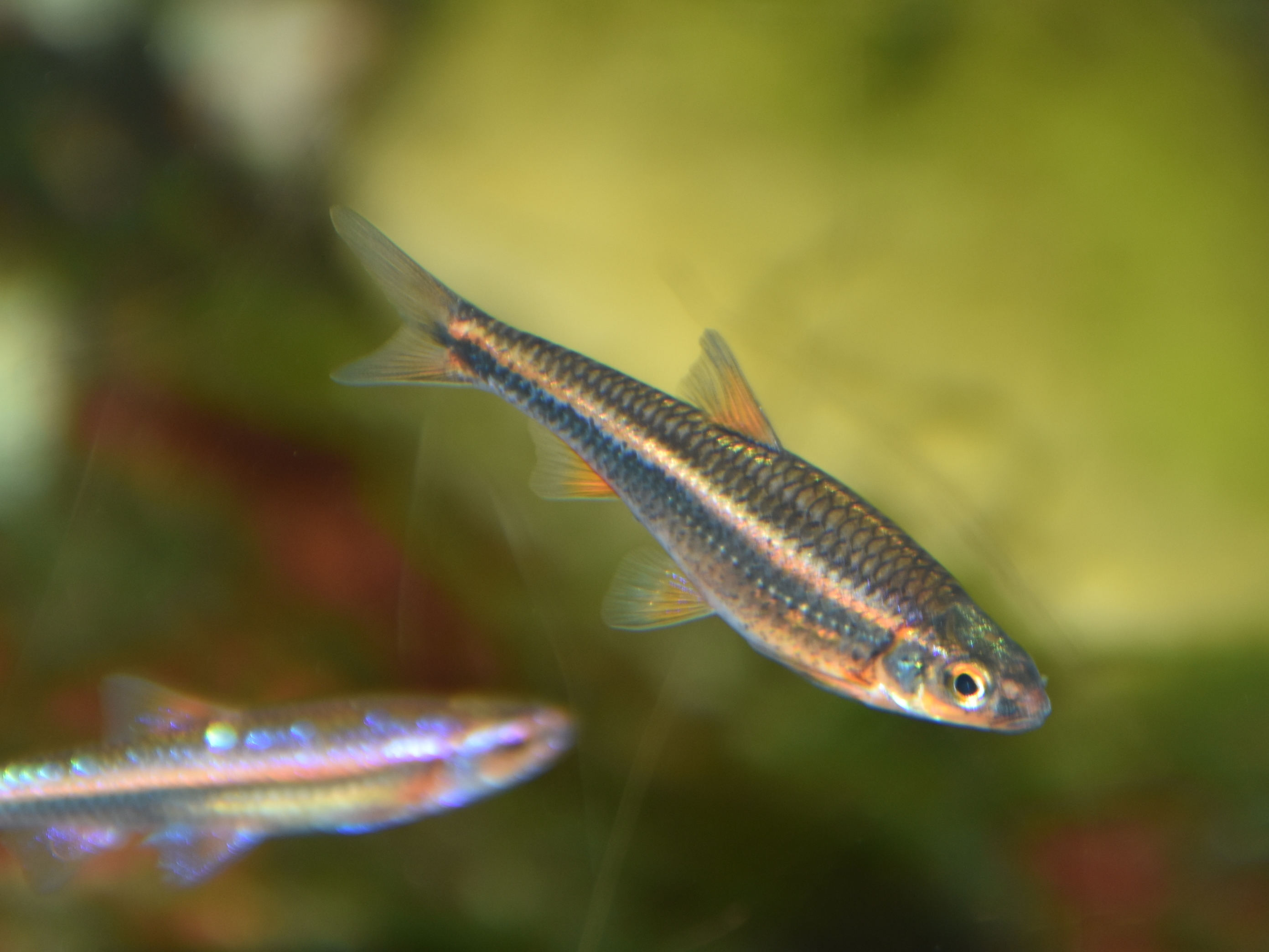
Regenbogenelritze (Notropis chrosomus), Zoologischer Garten Köln

Die Regenbogenelritze (Notropis chrosomus) ist ein kleiner Süßwasserfisch aus der Familie der Karpfenfische.

## Merkmale
Die Regenbogenelritze wird etwa fünf bis acht Zentimeter lang. Sie besitzt allgemein eine durchscheinende rosa bis goldene Färbung und einen silbern-schwarzen Streifen an ihren Seiten. Ihr Bauch ist golden bis bläulich und ihre Flossenansätze sind rötlich. Zudem besitzen große Teile ihrer Schuppen oft einen bläulichen Schimmer. Die ausgewachsene männliche Regenbogenelritze verändert ihr Aussehen während der Fortpflanzungszeit und sie besitzt dann vorübergehend blaue Bauchflossen, einen lila Kopf und eine rote Nase.

## Verbreitung
Das natürliche Verbreitungsgebiet sind die Südstaaten der USA, insbesondere Alabama und Georgia. Ursprünglich war die Regenbogenelritze im Flusssystem des Mobile River endemisch. Dort kommt sie vor allem in den Einzugsgebieten des Alabama River und des Coosa River vor. Inzwischen gibt es aber Populationen in einigen Flüssen, die zum Einzugsgebiet des Tennessee River gehören. Die Regenbogenelritze wird als Zierfisch sowohl in Aquarien als auch in Teichen gehalten.
Die Laichzeit der Regenbogenelritze liegt zwischen Mai und Juli.